# Emphytoecia niveopicta
Emphytoecia niveopicta là một loài bọ cánh cứng trong họ Cerambycidae.